# 2003
| [ Edytuj tabelę ]                                                | |
| Prezydent Polski                                                 | - 1995 Aleksander Kwaśniewski 2005 |
| Premier Polski                                                   | - 2001 Leszek Miller 2004 |
| Prezydent Abchazji                                               | - 1994 Władisław Ardzinba 2005 |
| Premier Abchazji                                                 | - 2002 Gennadi Gagulia 2003 - 2003 Raul Chadżymba 2004 |
| Prezydent Afganistanu                                            | - 2001 Hamid Karzaj 2014 |
| Prezydent Albanii                                                | - 2002 Alfred Moisiu 2007 |
| Premier Albanii                                                  | - 2002 Fatos Nano 2005 |
| Prezydent Algierii                                               | - 1999 Abd al-Aziz Buteflika 2019 |
| Premier Algierii                                                 | - 2000 Ali Benflis 2003 - 2003 Ahmad Ujahja 2006 |
| Współksiążęta Andory                                             | - 1971 Joan Martí i Alanís 2003 - 2003 Joan Enric Vives Sicília 2025 - 1995 Jacques Chirac 2007 |
| Premier Andory                                                   | - 1994 Marc Forné Molné 2005 |
| Prezydent Angoli                                                 | - 1979 José Eduardo dos Santos 2017 |
| Premier Angoli                                                   | - 2002 Fernando da Piedade Dias dos Santos 2008 |
| Premier Antigui i Barbudy                                        | - 1994 Lester Bird 2004 |
| Król Arabii Saudyjskiej                                          | - 1982 Fahd ibn Abd al-Aziz Al Su’ud 2005 |
| Prezydent Argentyny                                              | - 2002 Eduardo Duhalde 2003 - 2003 Néstor Kirchner 2007 |
| Prezydent Armenii                                                | - 1998 Robert Koczarian 2008 |
| Premier Armenii                                                  | - 2000 Andranik Markarian 2007 |
| Prezydent Autonomii Palestyńskiej                                | - 1996 Jasir Arafat 2004 |
| Premier Australii                                                | - 1996 John Howard 2007 |
| Prezydent Austrii                                                | - 1992 Thomas Klestil 2004 |
| Kanclerz Austrii                                                 | - 2000 Wolfgang Schüssel 2007 |
| Prezydent Azerbejdżanu                                           | - 1993 Heydər Əliyev 2003 - 2003 İlham Əliyev |
| Premier Azerbejdżanu                                             | - 1996 Artur Rasizadə 2003 - 2003 İlham Əliyev 2003 - 2003 Artur Rasizadə 2018 |
| Premier Bahamów                                                  | - 2002 Perry Christie 2007 |
| Król Bahrajnu                                                    | - 2002 Hamad ibn Isa Al Chalifa |
| Premier Bahrajnu                                                 | - 1970 Chalifa ibn Salman Al Chalifa 2020 |
| Prezydent Bangladeszu                                            | - 2002 Iajuddin Ahmed 2009 |
| Premier Bangladeszu                                              | - 2001 Chaleda Zia 2006 |
| Premier Barbadosu                                                | - 1994 Owen Arthur 2008 |
| Król Belgów                                                      | - 1993 Albert II 2013 |
| Premier Belgii                                                   | - 1999 Guy Verhofstadt 2008 |
| Premier Belize                                                   | - 1998 Said Musa 2008 |
| Prezydent Beninu                                                 | - 1996 Mathieu Kérékou 2006 |
| Król Bhutanu                                                     | - 1972 Jigme Singye Wangchuck 2006 |
| Premier Bhutanu                                                  | - 2002 Kinzang Dorji 2003 - 2003 Jigme Thinley 2004 |
| Prezydent Białorusi                                              | - 1994 Alaksandr Łukaszenka |
| Premier Białorusi                                                | - 2001 Hienadź Nawicki 2003 - 2003 Siarhiej Sidorski 2010 |
| Prezydent Boliwii                                                | - 2002 Gonzalo Sánchez de Lozada 2003 - 2003 Carlos Mesa Gisbert 2005 |
| Przewodniczący Prezydium Bośni i Hercegowiny                     | - 2002 Mirko Šarović 2003 - 2003 Borislav Paravac 2003 - 2003 Dragan Čović 2004 |
| Premier Bośni i Hercegowiny                                      | - 2002 Adnan Terzić 2007 |
| Prezydent Botswany                                               | - 1998 Festus Mogae 2008 |
| Prezydent Brazylii                                               | - 1992 Fernando Henrique Cardoso 2003 - 2003 Luiz Inácio Lula da Silva 2011 |
| Sułtan Brunei                                                    | - 1967 Hassanal Bolkiah |
| Prezydent Bułgarii                                               | - 2002 Georgi Pyrwanow 2012 |
| Premier Bułgarii                                                 | - 2001 Symeon Sakskoburggotski 2005 |
| Prezydent Burkiny Faso                                           | - 1987 Blaise Compaoré 2014 |
| Premier Burkiny Faso                                             | - 2000 Paramanga Ernest Yonli 2007 |
| Prezydent Burundi                                                | - 1996 Pierre Buyoya 2003 - 2003 Domitien Ndayizeye 2005 |
| Prezydent Chile                                                  | - 2000 Ricardo Lagos 2006 |
| Przewodniczący ChRL                                              | - 1993 Jiang Zemin 2003 - 2003 Hu Jintao 2013 |
| Premier Chin                                                     | - 1998 Zhu Rongji 2003 - 2003 Wen Jiabao 2013 |
| Prezydent Chorwacji                                              | - 2000 Stjepan Mesić 2010 |
| Premier Chorwacji                                                | - 2000 Ivica Račan 2003 - 2003 Ivo Sanader 2009 |
| Prezydent Cypru                                                  | - 1993 Glafkos Kliridis 2003 - 2003 Tasos Papadopulos 2008 |
| Prezydent Cypru Północnego                                       | - 1983 Rauf Denktaş 2005 |
| Prezydent Czadu                                                  | - 1990 Idriss Déby 2021 |
| Premier Czadu                                                    | - 2002 Haroun Kabadi 2003 - 2003 Moussa Faki 2005 |
| Prezydent Czech                                                  | - 1993 Václav Havel 2003 - 2003 Václav Klaus 2013 |
| Premier Czech                                                    | - 2002 Vladimír Špidla 2004 |
| Król Danii                                                       | - 1972 Małgorzata II 2024 |
| Premier Danii                                                    | - 2001 Anders Fogh Rasmussen 2009 |
| Prezydent DR Konga                                               | - 2001 Joseph Kabila 2019 |
| Dalajlama                                                        | - 1940 Tenzin Gjaco |
| Prezydent Dominikany                                             | - 2000 Hipólito Mejía 2004 |
| Prezydent Dominiki                                               | - 1998 Vernon Shaw 2003 - 2003 Nicholas Liverpool 2012 |
| Premier Dominiki                                                 | - 2000 Pierre Charles 2004 |
| Prezydent Dżibuti                                                | - 1999 Ismail Omar Guelleh |
| Premier Dżibuti                                                  | - 2001 Dileita Mohamed Dileita 2013 |
| Prezydent Egiptu                                                 | - 1981 Husni Mubarak 2011 |
| Premier Egiptu                                                   | - 1999 Atif Ubajd 2004 |
| Prezydent Ekwadoru                                               | - 2000 Gustavo Noboa 2003 - 2003 Lucio Gutiérrez 2005 |
| Prezydent Erytrei                                                | - 1993 Isajas Afewerki |
| Prezydent Estonii                                                | - 2001 Arnold Rüütel 2006 |
| Premier Estonii                                                  | - 2002 Siim Kallas 2003 - 2003 Juhan Parts 2005 |
| Prezydent Etiopii                                                | - 2001 Gyrma Uelde-Gijorgis 2013 |
| Premier Etiopii                                                  | - 1995 Meles Zenawi 2012 |
| Przew. Komisji Europejskiej                                      | - 1999 Romano Prodi (Włochy) 2004 |
| Prezydent Fidżi                                                  | - 2000 Josefa Iloilo 2006 |
| Premier Fidżi                                                    | - 2001 Laisenia Qarase 2006 |
| Prezydent Filipin                                                | - 2001 Gloria Macapagal-Arroyo 2010 |
| Prezydent Finlandii                                              | - 2000 Tarja Halonen 2012 |
| Premier Finlandii                                                | - 1995 Paavo Lipponen 2003 - 2003 Anneli Jäätteenmäki 2003 - 2003 Matti Vanhanen 2010 |
| Prezydent Francji                                                | - 1995 Jacques Chirac 2007 |
| Premier Francji                                                  | - 2002 Jean-Pierre Raffarin 2005 |
| Prezydent Gabonu                                                 | - 1967 Omar Bongo 2009 |
| Premier Gabonu                                                   | - 1999 Jean-François Ntoutoume Emane 2006 |
| Prezydent Gambii                                                 | - 1994 Yahya Jammeh 2017 |
| Prezydent Ghany                                                  | - 2001 John Kufuor 2009 |
| Prezydent Grecji                                                 | - 1995 Konstandinos Stefanopulos 2005 |
| Premier Grecji                                                   | - 1996 Kostas Simitis 2004 |
| Premier Grenady                                                  | - 1995 Keith Mitchell 2008 |
| Prezydent Gruzji                                                 | - 1995 Eduard Szewardnadze 2003 - 2003 Nino Burdżanadze (p.o.) 2004 |
| Premier Gruzji                                                   | - 2001 Awtandil Dżorbenadze 2003 - 2003 Zurab Żwania 2005 |
| Prezydent Gujany                                                 | - 1999 Bharrat Jagdeo 2011 |
| Premier Gujany                                                   | - 1999 Samuel Hinds 2015 |
| Prezydent Gwatemali                                              | - 2000 Alfonso Antonio Portillo Cabrera 2004 |
| Prezydent Gwinei                                                 | - 1984 Lansana Conté 2008 |
| Premier Gwinei                                                   | - 1999 Lamine Sidimé 2004 |
| Prezydent Gwinei Bissau                                          | - 2000 Kumba Ialá 2003 - 2003 Veríssimo Correia Seabra (p.o.) 2003 - 2003 Henrique Rosa 2005 |
| Premier Gwinei Bissau                                            | - 2002 Mário Pires 2003 - 2003 Artur Sanhá 2004 |
| Prezydent Gwinei Równikowej                                      | - 1979 Teodoro Obiang Nguema Mbasogo |
| Premier Gwinei Równikowej                                        | - 2001 Cándido Muatetema Rivas 2004 |
| Prezydent Haiti                                                  | - 2001 Jean-Bertrand Aristide 2004 |
| Premier Haiti                                                    | - 2002 Yvon Neptune 2004 |
| Król Hiszpanii                                                   | - 1975 Jan Karol I 2014 |
| Premier Hiszpanii                                                | - 1996 José María Aznar 2004 |
| Król Holandii                                                    | - 1980 Beatrycze 2013 |
| Premier Holandii                                                 | - 2002 Jan Peter Balkenende 2010 |
| Prezydent Hondurasu                                              | - 2002 Ricardo Maduro 2006 |
| Najwyższy przywódca Iranu                                        | - 1989 Ali Chamenei |
| Prezydent Iranu                                                  | - 1997 Mohammad Chatami 2005 |
| Prezydent Iraku                                                  | - 1979 Saddam Husajn 2003 |
| Premier Iraku                                                    | - 1994 Saddam Husajn 2003 |
| Cywilny administrator Iraku                                      | - 2003 Jay Garner 2003 - 2003 Paul Bremer 2004 |
| Przewodniczący Irackiej Rady Zarządzającej                       | - 2003 Muhammad Bahr al-Ulum 2003 - 2003 Ibrahim al-Dżafari 2003 - 2003 Ahmad al-Dżalabi 2003 - 2003 Ijad Allawi 2003 - 2003 Dżalal Talabani 2003 - 2003 Abd al-Aziz al-Hakim 2003 - 2003 Adnan al-Badżahdżi 2004 |
| Prezydent Indii                                                  | - 2002 A.P.J. Abdul Kalam 2007 |
| Premier Indii                                                    | - 1998 Atal Bihari Vajpayee 2004 |
| Prezydent Indonezji                                              | - 2001 Megawati Soekarnoputri 2004 |
| Prezydent Irlandii                                               | - 1997 Mary McAleese 2011 |
| Premier Irlandii                                                 | - 1997 Bertie Ahern 2008 |
| Prezydent Islandii                                               | - 1996 Ólafur Ragnar Grímsson 2016 |
| Premier Islandii                                                 | - 1991 Davíð Oddsson 2004 |
| Prezydent Izraela                                                | - 2000 Mosze Kacaw 2007 |
| Premier Izraela                                                  | - 2001 Ariel Szaron 2006 |
| Premier Jamajki                                                  | - 1992 Percival James Patterson 2006 |
| Cesarz Japonii                                                   | - 1989 Akihito 2019 |
| Premier Japonii                                                  | - 2001 Jun’ichirō Koizumi 2006 |
| Prezydent Jemenu                                                 | - 1990 Ali Abd Allah Salih 2012 |
| Król Jordanii                                                    | - 1999 Abd Allah II |
| Premier Jordanii                                                 | - 2000 Ali Abu ar-Raghib 2003 - 2003 Fajsal al-Fajiz 2005 |
| Prezydent Jugosławii                                             | - 2000 Vojislav Koštunica 2003 |
| Premier Jugosławii                                               | - 2001 Dragiša Pešić 2003 |
| Król Kambodży                                                    | - 1993 Norodom Sihanouk 2004 |
| Premier Kambodży                                                 | - 1993 Hun Sen 2023 |
| Prezydent Kamerunu                                               | - 1982 Paul Biya |
| Premier Kamerunu                                                 | - 1996 Peter Mafany Musonge 2004 |
| Premier Kanady                                                   | - 1993 Jean Chrétien 2003 - 2003 Paul Martin 2006 |
| Prezydent Górskiego Karabachu                                    | - 1997 Arkadi Ghukasjan 2007 |
| Emir Kataru                                                      | - 1995 Hamad ibn Chalifa 2013 |
| Premier Kataru                                                   | - 1996 Abd Allah ibn Chalifa 2007 |
| Prezydent Kazachstanu                                            | - 1991 Nursułtan Nazarbajew 2019 |
| Premier Kazachstanu                                              | - 2002 Imangali Tasmagambetow 2003 - 2003 Daniał Achmetow 2007 |
| Prezydent Kenii                                                  | - 2002 Mwai Kibaki 2013 |
| Prezydent Kirgistanu                                             | - 1991 Askar Akajew 2005 |
| Premier Kirgistanu                                               | - 2002 Nikołaj Tanajew 2005 |
| Prezydent Kiribati                                               | - 1994 Teburoro Tito 2003 - 2003 Tion Otang (p.o.) 2003 |
| Prezydent Kolumbii                                               | - 2002 Álvaro Uribe Vélez 2010 |
| Prezydent Konga                                                  | - 1997 Denis Sassou-Nguesso |
| Patriarcha Konstantynopola                                       | - 1991 Bartłomiej I |
| Prezydent Korei Południowej                                      | - 1998 Kim Dae Jung 2003 - 2003 Roh Moo-hyun 2008 |
| Premier Korei Południowej                                        | - 2002 Kim Suk-soo 2003 - 2003 Goh Kun 2004 |
| Prezydent KRLD                                                   | - 1998 Kim Il Sŏng („Wieczny Prezydent”) 2019 |
| Najwyższy Przywódca KRLD                                         | - 1994 Kim Dzong Il 2011 |
| Premier KRLD                                                     | - 1997 Hong Sŏng Nam 2003 - 2003 Pak Pong Ju 2007 |
| Prezydent Kostaryki                                              | - 2002 Abel Pacheco 2006 |
| Przewodniczący Rady Państwa Kuby                                 | - 1976 Fidel Castro 2008 |
| Emir Kuwejtu                                                     | - 1977 Dżabir III 2006 |
| Premier Kuwejtu                                                  | - 1978 Sad al-Abd Allah as-Salim as-Sabah 2003 - 2003 Sabah al-Ahmad al-Dżabir as-Sabah 2006 |
| Prezydent Laosu                                                  | - 1998 Khamtai Siphandon 2006 |
| Król Lesotho                                                     | - 1996 Letsie III |
| Premier Lesotho                                                  | - 1998 Pakalitha Mosisili 2012 |
| Prezydent Libanu                                                 | - 1998 Émile Lahoud 2007 |
| Premier Libanu                                                   | - 2000 Rafik al-Hariri 2004 |
| Prezydent Liberii                                                | - 1997 Charles Taylor 2003 - 2003 Moses Blah 2003 - 2003 Gyude Bryant (p.o.) 2006 |
| Przywódca Libii                                                  | - 1969 Mu’ammar al-Kaddafi 2011 |
| Premier Libii                                                    | - 2000 Imbarak Abd Allah asz-Szamich 2003 - 2003 Szukri Ghanim 2006 |
| Sekretarz generalny PKL Libii                                    | - 1992 Az-Zanati Imhammad az-Zanati 2008 |
| Książę Liechtensteinu                                            | - 1989 Jan Adam II |
| Premier Liechtensteinu                                           | - 2001 Otmar Hasler 2009 |
| Prezydent Litwy                                                  | - 1998 Valdas Adamkus 2003 - 2003 Rolandas Paksas 2004 |
| Premier Litwy                                                    | - 2001 Algirdas Brazauskas 2006 |
| Wielki książę Luksemburga                                        | - 2000 Henryk |
| Premier Luksemburga                                              | - 1995 Jean-Claude Juncker 2013 |
| Prezydent Łotwy                                                  | - 1999 Vaira Vīķe-Freiberga 2007 |
| Premier Łotwy                                                    | - 2002 Einars Repše 2004 |
| Prezydent Macedonii                                              | - 1999 Boris Trajkowski 2004 |
| Premier Macedonii                                                | - 2002 Branko Crwenkowski 2004 |
| Prezydent Madagaskaru                                            | - 2002 Marc Ravalomanana 2009 |
| Premier Madagaskaru                                              | - 2002 Jacques Sylla 2007 |
| Prezydent Malawi                                                 | - 1994 Bakili Muluzi 2004 |
| Prezydent Malediwów                                              | - 1978 Maumun ̓Abdul Gajum 2008 |
| Król Malezji                                                     | - 2001 Tuanku Syed Sirajuddin 2006 |
| Premier Malezji                                                  | - 1981 Mahathir bin Mohamad 2003 - 2003 Abdullah Ahmad Badawi 2009 |
| Prezydent Mali                                                   | - 2002 Amadou Toumani Touré 2012 |
| Premier Mali                                                     | - 2002 Ahmed Mohamed Ag Hamani 2004 |
| Prezydent Malty                                                  | - 1999 Guido de Marco 2004 |
| Premier Malty                                                    | - 1998 Edward Fenech Adami 2004 |
| Król Maroka                                                      | - 1999 Muhammad VI |
| Premier Maroka                                                   | - 2002 Driss Jettou 2007 |
| Prezydent Mauretanii                                             | - 1984 Maawija uld Sid’Ahmad Taja 2005 |
| Premier Mauretanii                                               | - 1998 Szajch al-Afijja uld Muhammad Chuna 2003 - 2003 Sghair Ould M’Bareck 2005 |
| Prezydent Mauritiusa                                             | - 2002 Karl Offmann 2003 - 2003 Raouf Bundhun (tym.) 2003 - 2003 Anerood Jugnauth 2012 |
| Premier Mauritiusa                                               | - 2000 Anerood Jugnauth 2003 - 2003 Paul Bérenger 2005 |
| Prezydent Meksyku                                                | - 2000 Vicente Fox 2006 |
| Prezydent Mikronezji                                             | - 1999 Leo Falcam 2003 - 2003 Joseph Urusemal 2007 |
| Przewodniczący Państwowej Rady Pokoju i Rozwoju Mjanmy           | - 1997 Than Shwe 2011 |
| Premier Mjanmy                                                   | - 1992 Than Shwe 2003 - 2003 Khin Nyunt 2004 |
| Prezydent Mołdawii                                               | - 2001 Vladimir Voronin 2009 |
| Premier Mołdawii                                                 | - 2001 Vasile Tarlev 2008 |
| Książę Monako                                                    | - 1949 Rainier III 2005 |
| Minister stanu Monako                                            | - 2000 Patrick Leclercq 2005 |
| Prezydent Mongolii                                               | - 1997 Nacagijn Bagabandi 2005 |
| Premier Mongolii                                                 | - 2000 Nambaryn Enchbajar 2004 |
| Prezydent Mozambiku                                              | - 1986 Joaquim Chissano 2005 |
| Premier Mozambiku                                                | - 1994 Mário da Graça Machungo 2004 |
| Prezydent Naddniestrza                                           | - 1991 Igor Smirnow 2011 |
| Prezydent Namibii                                                | - 1990 Sam Nujoma 2005 |
| Premier Namibii                                                  | - 2002 Theo-Ben Gurirab 2005 |
| Sekretarz generalny NATO                                         | - 1999 George Robertson (Wielka Brytania) 2003 |
| Prezydent Nauru                                                  | - 2001 René Harris 2003 - 2003 Bernard Dowiyogo 2003 - 2003 René Harris 2003 - 2003 Bernard Dowiyogo 2003 - 2003 Derog Gioura 2003 - 2003 Ludwig Scotty 2003 - 2003 René Harris 2004                              |
| Król Nepalu                                                      | - 2001 Gyanendra 2008 |
| Premier Nepalu                                                   | - 2002 Lokendra Bahadur Chand 2003 - 2003 Surya Bahadur Thapa 2004 |
| Prezydent Niemiec                                                | - 1999 Johannes Rau 2004 |
| Kanclerz Niemiec                                                 | - 1998 Gerhard Schröder 2005 |
| Prezydent Nigru                                                  | - 1999 Mamadou Tandja 2010 |
| Premier Nigru                                                    | - 2000 Hama Amadou 2007 |
| Prezydent Nigerii                                                | - 1999 Olusẹgun Ọbasanjọ 2007 |
| Prezydent Nikaragui                                              | - 2002 Enrique Bolaños 2007 |
| Król Norwegii                                                    | - 1991 Harald V |
| Premier Norwegii                                                 | - 2001 Kjell Magne Bondevik 2005 |
| Premier Nowej Zelandii                                           | - 1999 Helen Clark 2008 |
| Prezydent Osetii Południowej                                     | - 2001 Eduard Kokojty 2011 |
| Sułtan Omanu                                                     | - 1970 Kabus ibn Sa’id 2020 |
| Sekretarz generalny ONZ                                          | - 1997 Kofi Annan (Ghana) 2006 |
| Prezydent Pakistanu                                              | - 2001 Pervez Musharraf 2008 |
| Premier Pakistanu                                                | - 2002 Zafarullah Khan Jamali 2004 |
| Prezydent Palau                                                  | - 2001 Tommy Remengesau 2009 |
| Prezydent Panamy                                                 | - 1999 Mireya Moscoso 2004 |
| Papież                                                           | - 1978 Jan Paweł II 2005 |
| Premier Papui-Nowej Gwinei                                       | - 2002 Michael Somare 2011 |
| Prezydent Paragwaju                                              | - 1999 Luis Ángel González Macchi 2003 - 2003 Nicanor Duarte Frutos 2008 |
| Prezydent Peru                                                   | - 2001 Alejandro Toledo 2006 |
| Premier Peru                                                     | - 2002 Luis Solari 2003 - 2003 Beatriz Merino Lucero 2003 - 2003 Carlos Ferrero 2005 |
| Prezydent Południowej Afryki                                     | - 1999 Thabo Mbeki 2008 |
| Prezydent Portugalii                                             | - 1996 Jorge Sampaio 2006 |
| Premier Portugalii                                               | - 2002 José Manuel Barroso 2004 |
| Sekretarz generalny Rady Europy                                  | - 1999 Walter Schwimmer (Austria) 2004 |
| Prezydent Republiki Środkowoafrykańskiej                         | - 1993 Ange-Félix Patassé 2003 - 2003 François Bozizé 2013 |
| Premier Republiki Środkowoafrykańskiej                           | - 2001 Martin Ziguélé 2003 - 2003 Abel Goumba 2003 - 2003 Célestin Gaombalet 2005 |
| Prezydent Republiki Zielonego Przylądka                          | - 2001 Pedro Pires 2011 |
| Premier Republiki Zielonego Przylądka                            | - 2001 José Maria Neves 2016 |
| Prezydent Rosji                                                  | - 1999 Władimir Putin 2008 |
| Premier Rosji                                                    | - 2000 Michaił Kasjanow 2004 |
| Prezydent Rumunii                                                | - 2000 Ion Iliescu 2004 |
| Premier Rumunii                                                  | - 2000 Adrian Năstase 2004 |
| Prezydent Rwandy                                                 | - 2000 Paul Kagame |
| Premier Rwandy                                                   | - 2000 Bernard Makuza 2011 |
| Premier Saint Kitts i Nevis                                      | - 1995 Denzil Douglas 2015 |
| Premier Saint Lucia                                              | - 1997 Kenny Anthony 2006 |
| Premier Saint Vincent i Grenadyn                                 | - 2001 Ralph Gonsalves |
| Prezydent Salwadoru                                              | - 1999 Francisco Flores 2004 |
| O le Ao o le Malo Samoa                                          | - 1962 Malietoa Tanumafili II 2007 |
| Premier Samoa                                                    | - 1998 Tuilaʻepa Sailele Malielegaoi 2021 |
| Kapitanowie Regenci San Marino                                   | - 2002 Mauro Chiaruzzi Giuseppe Maria Morganti 2003 - 2003 Pier Marino Menicucci Giovanni Giannoni 2003 - 2003 Giovanni Lonfernini Valeria Ciavatta 2004                                                          |
| Sekretarz Stanu do spraw Politycznych i Zagranicznych San Marino | - 2002 Fiorenzo Stolfi 2003 - 2003 Fabio Berardi 2006 |
| Prezydent Senegalu                                               | - 2000 Abdoulaye Wade 2012 |
| Premier Senegalu                                                 | - 2002 Idrissa Seck 2004 |
| Prezydent Serbii i Czarnogóry                                    | - 2003 Svetozar Marović 2006 |
| Prezydent Seszeli                                                | - 1977 France-Albert René 2004 |
| Prezydent Sierra Leone                                           | - 1998 Ahmad Tejan Kabbah 2007 |
| Prezydent Singapuru                                              | - 1999 S.R. Nathan 2011 |
| Premier Singapuru                                                | - 1990 Goh Chok Tong 2004 |
| Prezydent Słowacji                                               | - 1999 Rudolf Schuster 2004 |
| Premier Słowacji                                                 | - 1998 Mikuláš Dzurinda 2006 |
| Prezydent Słowenii                                               | - 2002 Janez Drnovšek 2007 |
| Premier Słowenii                                                 | - 2002 Anton Rop 2004 |
| Prezydent Somalii                                                | - 2000 Abdiqasim Salad Hassan 2004 |
| Premier Somalii                                                  | - 2001 Hassan Abshir Farah 2003 - 2003 Muhammad Abdi Yusuf 2004 |
| Prezydent Sri Lanki                                              | - 1994 Chandrika Kumaratunga 2005 |
| Premier Sri Lanki                                                | - 2001 Ranil Wickremesinghe 2004 |
| Król Suazi                                                       | - 1986 Ntombi (współpanująca) 2018 - 1986 Mswati III 2018 |
| Premier Suazi                                                    | - 1996 Barnabas Sibusiso Dlamini 2003 - 2003 Paul Shabangu (p.o.) 2003 - 2003 Absalom Themba Dlamini 2008 |
| Prezydent Sudanu                                                 | - 1989 Umar al-Baszir 2019 |
| Prezydent Surinamu                                               | - 2000 Ronald Venetiaan 2010 |
| Prezydent Syrii                                                  | - 2000 Baszszar al-Asad 2024 |
| Premier Syrii                                                    | - 2000 Muhammad Mustafa Miru 2003 - 2003 Muhammad Nadżi al-Utri 2011 |
| Prezydent Szwajcarii                                             | - 2003 Pascal Couchepin 2003 |
| Król Szwecji                                                     | - 1973 Karol XVI Gustaw |
| Premier Szwecji                                                  | - 1996 Göran Persson 2006 |
| Prezydent Tadżykistanu                                           | - 1994 Emomali Rahmon |
| Premier Tadżykistanu                                             | - 1999 Okil Okilow 2013 |
| Król Tajlandii                                                   | - 1946 Bhumibol Adulyadej 2016 |
| Premier Tajlandii                                                | - 2001 Thaksin Shinawatra 2006 |
| Prezydent Tajwanu                                                | - 2000 Chen Shui-bian 2008 |
| Prezydent Tanzanii                                               | - 1995 Benjamin Mkapa 2005 |
| Premier Tanzanii                                                 | - 1995 Frederick Sumaye 2005 |
| Prezydent Timoru Wschodniego                                     | - 2002 Xanana Gusmão 2007 |
| Premier Timoru Wschodniego                                       | - 2002 Mari Alkatiri 2006 |
| Prezydent Togo                                                   | - 1967 Gnassingbé Eyadéma 2005 |
| Premier Togo                                                     | - 2002 Koffi Sama 2005 |
| Król Tonga                                                       | - 1965 Taufaʻahau Tupou IV 2006 |
| Premier Tonga                                                    | - 2000 Lavaka Ata ʻUlukalala 2006 |
| Prezydent Trynidadu i Tobago                                     | - 1997 Arthur N.R. Robinson 2003 - 2003 George Maxwell Richards 2013 |
| Premier Trynidadu i Tobago                                       | - 2001 Patrick Manning 2010 |
| Prezydent Tunezji                                                | - 1987 Zajn al-Abidin ibn Ali 2011 |
| Premier Tunezji                                                  | - 1999 Muhammad al-Ghannuszi 2011 |
| Prezydent Turcji                                                 | - 2000 Ahmet Necdet Sezer 2007 |
| Premier Turcji                                                   | - 2002 Abdullah Gül 2003 - 2003 Recep Tayyip Erdoğan 2014 |
| Prezydent Turkmenistanu                                          | - 1991 Saparmyrat Nyýazow 2006 |
| Prezydent Ugandy                                                 | - 1986 Yoweri Museveni |
| Premier Ugandy                                                   | - 1999 Apolo Nsibambi 2011 |
| Prezydent Ukrainy                                                | - 1994 Łeonid Kuczma 2005 |
| Premier Ukrainy                                                  | - 2002 Wiktor Janukowycz 2005 |
| Prezydent Urugwaju                                               | - 2000 Jorge Batlle 2005 |
| Prezydent USA                                                    | - 2001 George W. Bush 2009 |
| Prezydent Uzbekistanu                                            | - 1991 Islom Karimov 2016 |
| Premier Uzbekistanu                                              | - 1995 O‘tkir Sultonov 2003 - 2003 Shavkat Mirziyoyev 2016 |
| Prezydent Vanuatu                                                | - 1999 John Bani 2004 |
| Premier Vanuatu                                                  | - 2001 Edward Natapei 2004 |
| Prezydent Wenezueli                                              | - 1999 Hugo Chávez 2013 |
| Prezydent Węgier                                                 | - 2000 Ferenc Mádl 2005 |
| Premier Węgier                                                   | - 2002 Péter Medgyessy 2004 |
| Monarcha Wielkiej Brytanii                                       | - 1952 Elżbieta II 2022 |
| Premier Wielkiej Brytanii                                        | - 1997 Tony Blair 2007 |
| Prezydent Wietnamu                                               | - 1997 Trần Đức Lương 2006 |
| Premier Wietnamu                                                 | - 1997 Phan Văn Khải 2006 |
| Prezydent Włoch                                                  | - 1999 Carlo Azeglio Ciampi 2006 |
| Premier Włoch                                                    | - 2001 Silvio Berlusconi 2006 |
| Prezydent WKS                                                    | - 2000 Laurent Gbagbo 2011 |
| Premier WKS                                                      | - 2000 Affi N’Guessan 2003 - 2003 Seydou Diarra 2005 |
| Prezydent Wysp Marshalla                                         | - 2000 Kessai Note 2008 |
| Prezydent Wysp Świętego Tomasza i Książęcej                      | - 2001 Fradique de Menezes 2003 - 2003 Fernando Pereira (p.o.) 2003 - 2003 Fradique de Menezes 2011 |
| Prezydent Zambii                                                 | - 2002 Levy Mwanawasa 2008 |
| Prezydent Zimbabwe                                               | - 1987 Robert Mugabe 2017 |
| Prezydent ZEA                                                    | - 1971 Zajid ibn Sultan Al Nahajjan 2004 |
| Premier ZEA                                                      | - 1990 Maktum ibn Raszid al-Maktum 2006 |

Rok 2003 / MMIII
stulecia: XX wiek ~
XXI wiek ~
XXII wiek

dziesięciolecia:
1970–1979 •
1980–1989 •
1990–1999 •
2000–2009
• 2010–2019
• 2020–2029

lata: 1993 «
1998 «
1999 «
2000 «
2001 «
2002 «
2003
» 2004
» 2005
» 2006
» 2007
» 2008
» 2013

## Rok 2003 ogłoszono
- Rokiem Ignacego Łukasiewicza[1][2]
- Europejskim Rokiem Osób Niepełnosprawnych[3]

## Wydarzenia w Polsce
Wydarzenia szczegółowo:  I | II | III | IV | V | VI | VII | VIII | IX | X | XI | XII 

### Styczeń
- Uchwałą Sejmu RP rok 2003 ogłoszony był rokiem Aleksandra Kamińskiego.
- 1 stycznia:
  - Wałbrzych został włączony do powiatu ziemskiego na wniosek lokalnych polityków SLD, tym samym utracił rangę miasta na prawach powiatu.
  - Tarczyn uzyskał prawa miejskie.
- 10 stycznia – Sejm powołał komisję śledczą w sprawie afery Rywina.
- 12 stycznia – odbył się 11. Finał Wielkiej Orkiestry Świątecznej Pomocy.
- 14 stycznia – rząd Leszka Millera przyjął Narodowy Plan Rozwoju.
- 18 stycznia – Jarosław Kaczyński został wybrany na prezesa partii PiS. Wcześniej to stanowisko piastował Lech Kaczyński.
- 27 stycznia – telewizja TVN rozpoczęła nadawanie serialu obyczajowego Na Wspólnej.
- 28 stycznia – lawina śnieżna pod Rysami zasypała uczestników szkolnej wyprawy; zginęło 8 osób.
- 29 stycznia – podczas awaryjnego lądowania w Murzasichlu został uszkodzony śmigłowiec PZL W-3 Sokół (złamanie belki ogonowej – pilot Henryk Serda) – śmigłowiec należący do TOPR.

### Luty
- 5 lutego:
  - premier RP Leszek Miller rozpoczął trzydniową wizytę w USA.
  - w karambolu na ówczesnej drodze krajowej nr 2 między Swarzędzem a Paczkowem uszkodzeniu uległo ponad 100 pojazdów; 31 osób zostało rannych, nikt nie zginął.
- 28 lutego – premiera filmu Superprodukcja w reżyserii Juliusza Machulskiego.

### Marzec
- 5/6 marca – w Magdalence próbowano zatrzymać dwóch mężczyzn podejrzanych o zabójstwo policjanta. Podejrzani zabarykadowali się w jednym z domów, a działkę zaminowali. W wyniku całonocnego oblężenia zginęło dwóch funkcjonariuszy, a kilkunastu zostało rannych.
- 7 marca – TVP zmieniła identyfikację swojego znaku, a także logotypy wszystkich swoich kanałów.
- 13 marca – Rada Miasta ustanowiła 1 sierpnia Dniem Pamięci Warszawy.
- 14 marca – uchwalono ustawę o stopniach i tytułach naukowych.
- 15 marca – rozpoczął się IV zjazd gnieźnieński.
- 20 marca – w Warszawie policja rozbiła pokojową demonstrację przeciwko atakowi na Irak, zatrzymując ok. 30 osób.
- 21 marca:
  - Paktofonika zagrała pożegnalny koncert w katowickim Spodku. Po tym koncercie ogłoszono rozwiązanie grupy.
  - premiera filmu Show w reżyserii Macieja Ślesickiego.
- 28 marca – Sejm przyjął specustawę kolejową.

### Kwiecień
- 10 kwietnia – Sejm przyjął specustawę drogową.
- 16 kwietnia – w Atenach podpisano traktat, na mocy którego w 2004 dziesięć krajów (w tym Polska) stało się państwami członkowskimi Unii Europejskiej.
- 18 kwietnia – w Szkole Orląt w Dęblinie został podpisany kontrakt na zakup 48 samolotów wielozadaniowych F-16.
- 26 kwietnia – została odkryta Jaskinia Głęboka w Beskidzie Śląskim.

### Maj
- Maj – otwarto Piernikową Aleję Gwiazd w Toruniu.
- 9 maja – spotkanie przywódców państw Trójkąta Weimarskiego we Wrocławiu.
- 10 maja – powstał kanał pogodowy TVN Meteo.
- 31 maja – wizyta prezydenta USA George’a Busha w Krakowie.

### Czerwiec
- 1 czerwca – Donald Tusk został przewodniczącym Platformy Obywatelskiej.
- 2 czerwca – w katastrofie samolotu Let L-200 Morava pod Zieloną Górą zginęło dwóch pilotów grupy akrobacyjnej AZL Żelazny.
- 7 czerwca – w pierwszym dniu referendum europejskiego frekwencja wyniosła około 17%.
- 8 czerwca – drugi dzień referendum europejskiego – frekwencja wyniosła 58,85%, a 77,45% głosujących opowiedziało się za wejściem Polski do Unii Europejskiej.
- 12 czerwca – rozpoczęła emisję należąca do Fundacji Lux Veritatis Telewizja Trwam.
- 17 czerwca – dyrektor Poznańskiego Chóru Chłopięcego „Polskie Słowiki” Wojciech Krolopp został zatrzymany pod zarzutem poddawania osób małoletnich innym czynnościom seksualnym.
- 25 czerwca – holenderskie feministki z organizacji Kobiety na Falach wpłynęły bez zezwolenia statkiem aborcyjnym „Langenort” do portu we Władysławowie.

### Lipiec
- 18 lipca – wyłączono na zawsze ostatni pracujący komputer Odra 1305.
- 19–22 lipca – zlot żaglowców w Gdyni (regaty Cutty Sark Tall Ships' Races).
- 31 lipca – prezydent Aleksander Kwaśniewski uroczyście pożegnał w Szczecinie żołnierzy polskiego kontyngentu wojskowego wchodzącego w skład Wielonarodowej Dywizji sił stabilizacyjnych w Iraku.

### Sierpień
- 4 sierpnia – powstał Krajowy Rejestr Długów.
- 22 sierpnia – premiera filmu Ciało.
- 30 sierpnia – otwarto Tunel Wisłostrady.

### Wrzesień
- 11 września – zorganizowane grupy uzbrojonych górników starły się z policją na Placu Trzech Krzyży w Warszawie. Rannych zostało 8 policjantów (w tym 3 ciężko), lekkie obrażenia odniosło kilku protestujących. (gazeta.pl)
- 13 września – wyłączono nadajniki śląskiego Rock Radia w wyniku odebrania koncesji przez Krajową Radę Radiofonii i Telewizji.
- 19 września – odbyła się premiera filmu Stara baśń. Kiedy słońce było bogiem.
- 26 września – premiera filmu Żurek.

### Październik
- 1 października – dowódcą Marynarki Wojennej został adm. floty Roman Krzyżelewski. Zastąpił na stanowisku adm. floty Ryszarda Łukasika.
- 16 października – tablice zawierające 21 postulatów Międzyzakładowego Komitetu Strajkowego z sierpnia 1980 zostały umieszczone na Światowej Liście Dziedzictwa Kulturowego UNESCO.
- 17 października – telewizja AXN rozpoczęła nadawanie.
- 22 października – ukazał się pierwszy numer dziennika Fakt.
- 24 października:
  - premiera filmu Zmruż oczy.
  - testowe uruchomienie serwisu aukcyjnego Świstak.pl.
- 26 października – PLL LOT przystąpiły do sojuszu lotniczego Star Alliance.

### Listopad
- 10 listopada – Irena Sendlerowa została odznaczona Orderem Orła Białego.
- 12 listopada – w towarzyskim meczu piłkarskim w Warszawie Polska pokonała Włochy 3:1.
- 13 listopada – Sejm RP uchwalił pierwszą ustawę o dochodach jednostek samorządu terytorialnego[4].
- 28 listopada – premiera filmu Nienasycenie.

### Grudzień
- 4 grudnia – katastrofa lotnicza śmigłowca Mi-8 z udziałem premiera Leszka Millera.
- 12 grudnia – wystartował kanał motoryzacyjny TVN Turbo.
- 20 grudnia:
  - otwarto stację metra warszawskiego Dworzec Gdański.
  - wystartował kanał telewizyjny Kino Polska.
  - wystartował kanał dla dzieci MiniMini+.

## Wydarzenia na świecie
Wydarzenia szczegółowo:  I | II | III | IV | V | VI | VII | VIII | IX | X | XI | XII 

### Styczeń
- 1 stycznia-30 czerwca – Grecja przewodziła w Radzie Unii Europejskiej oraz Radzie Europejskiej.
- 4 stycznia – w zamachu przeprowadzonym przez islamskich rebeliantów w Theniet el-Abed w Algierii zginęło 43 żołnierzy, a 19 zostało rannych.
- 5 stycznia – 22 osoby zginęły, a ponad 100 zostało rannych w dwóch samobójczych zamachach bombowych w Tel Awiwie.
- 5 stycznia – Rolandas Paksas wygrał w 2. turze wybory prezydenckie na Litwie.
- 7 stycznia – 26 osób zostało skazanych na śmierć przez sąd wojskowy w Kinszasie za udział w zabójstwie byłego prezydenta Demokratycznej Republiki Kongo Laurenta-Désiré Kabili, w styczniu 2001 roku. 45 osób uniewinniono.
- 8 stycznia:
  - 21 osób zginęło, gdy samolot Beechcraft 1900D uderzył krótko po starcie w budynek hangaru na lotnisku w Charlotte (Karolina Północna).
  - w Diyarbakır (Turcja) w katastrofie należącego do Turkish Airlines samolotu Avro RJ100 zginęło 75 osób, a 5 zostało rannych.
- 11 stycznia – odchodzący gubernator Illinois George Ryan ułaskawił wszystkich 167 skazanych na karę śmierci w stanie, zamieniając wyroki 164 z nich na dożywotnie pozbawienie wolności, a trzech na 40 lat pozbawienia wolności.
- 15 stycznia – Lucio Gutiérrez został prezydentem Ekwadoru.
- 16 stycznia – NASA: wahadłowiec Columbia wyruszył w ostatnią, tragicznie zakończoną misję.
- 18 stycznia – wybuchł pożar buszu na obrzeżach stolicy Australii Canberry; zginęły 4 osoby, a 500 domów zostało zniszczonych lub uszkodzonych.
- 20 stycznia – papież Jan Paweł II utworzył Ordynariat Polowy Słowacji.
- 21 stycznia – w trzęsieniu ziemi w meksykańskim stanie Colima zginęło 29 osób, a ponad 300 zostało rannych.
- 23 stycznia – odebrano ostatnie sygnały z sondy kosmicznej Pioneer 10.
- 24 stycznia – Tom Ridge został mianowany pierwszym sekretarzem Bezpieczeństwa Krajowego USA.
- 28 stycznia – w Izraelu odbyły się wybory do Knesetu.
- 30 stycznia:
  - szefowie dyplomacji Czech, Danii, Hiszpanii, Polski, Portugalii, Węgier, Wielkiej Brytanii i Włoch wystosowali list popierający dążenia USA do rozbrojenia Iraku.
  - w Belgii zalegalizowano małżeństwa par homoseksualnych.

### Luty
- 1 lutego:
  - katastrofa wahadłowca Columbia podczas powrotu z przestrzeni kosmicznej. Zginęło siedmiu astronautów, w tym pierwszy astronauta z Izraela.
  - wszedł w życie traktat nicejski.
- 2 lutego – Horst Köhler jako drugi w historii prezydent Niemiec wygłosił przemówienie w izraelskim Knesecie.
- 3 lutego – na świat przyszła mysz Kaguya, pierwszy ssak powstały z połączenia materiału genetycznego dwóch samic, który dożył wieku dorosłego.
- 4 lutego – parlament Jugosławii przegłosował decyzję o zmianie nazwy państwa na Serbia i Czarnogóra.
- 7 lutego – w wybuchu samochodu-pułapki przed klubem El Nogal w Bogocie zginęło 36 osób, a ponad 200 zostało rannych.
- 14 lutego:
  - uśpienie owcy Dolly, pierwszego oficjalnie sklonowanego ssaka.
  - 17 osób zginęło, a 30 zostało rannych w wyniku eksplozji materiałów wybuchowych w kolumbijskim mieście Neiva w trakcie rajdu policji na domniemaną kryjówkę Rewolucyjnych Sił Zbrojnych Kolumbii (FARC).
- 15 lutego:
  - Watykan udostępnił archiwa dyplomatyczne dotyczące stosunków z Niemcami w latach 1922–1939.
  - przeciwko zapowiadanej przez USA inwazji na Irak protestowano w 600 miastach na całym świecie z czego w Londynie protestowało 4 mln uczestników. W tym największym w dziejach proteście antywojennym wzięło udział łącznie 8-30 mln ludzi.
- 17 lutego:
  - prezydent Francji Jacques Chirac skierował pod adresem krajów środkowo-wschodniej Europy słowa: „Straciliście okazję, by siedzieć cicho”.
  - pożar metra w Daegu w Korei Południowej, zginęły 133 osoby, samobójca – podpalacz przeżył.
- 19 lutego – Iran: 302 osób zginęło w górach koło Kermanu w katastrofie wojskowego Iła-76.
- 20 lutego – 100 osób zginęło, ponad 200 zostało rannych w pożarze klubu nocnego The Station w West Warwick (Rhode Island).
- 21 lutego – Chorwacja złożyła aplikację o członkostwo w UE.
- 24 lutego – oskarżany o zbrodnie wojenne i zbrodnie przeciw ludzkości serbski ultranacjonalista Vojislav Šešelj oddał się w ręce Międzynarodowego Trybunału Karnego dla byłej Jugosławii.
- 25 lutego – Roh Moo-hyun został prezydentem Korei Południowej.
- 27 lutego – oskarżona o zbrodnie wojenne była prezydent Republiki Serbskiej w Bośni i Hercegowinie, Biljana Plavšić, została skazana na 11 lat pozbawienia wolności przez Międzynarodowy Trybunał Karny dla byłej Jugosławii w Hadze.
- 28 lutego – Václav Klaus wybrany został przez Zgromadzenie Narodowe na prezydenta Czech.

### Marzec
- 1 marca:
  - Irak rozpoczął niszczenie pocisków rakietowych „al Samum-2” przekraczających ustalony przez ONZ dopuszczalny zasięg 150 km.
  - w pakistańskim Rawalpindi został aresztowany katarski terrorysta Chaled Szejk Mohammed, pomysłodawca i organizator ataków z 11 września 2001.
  - we Włoszech odsłonięto Pomnik Lira.
- 3 marca:
  - w Atenach rozpoczął się proces terrorystów z marksistowskiej Organizacji Rewolucyjnej 17 listopada.
  - wystartowała telewizja informacyjna Al-Arabija.
- 4 marca:
  - w okolicach miasta Kumanowo wskutek wybuchu miny pod ich pojazdem zginęło dwóch żołnierzy z polskiego kontyngentu w Macedonii, a dwóch innych zostało rannych.
  - w zamachu bombowym w poczekalni lotniska międzynarodowego w Davao na Filipinach zginęło 21 osób, ponad 100 zostało rannych.
- 5 marca:
  - 17 Izraelczyków zginęło, a 53 zostało rannych w palestyńskim samobójczym zamachu bombowym na autobus w Hajfie.
  - urzędujący prezydent Robert Koczarian wygrał wybory prezydenckie w Armenii.
  - wszedł w życie Światowy Kodeks Antydopingowy.
- 6 marca:
  - w Watykanie oficjalnie zaprezentowano włoskie wydanie Tryptyku rzymskiego Jana Pawła II. Prezentacji w obecności papieża dokonał kardynał Joseph Ratzinger.
  - Rada Najwyższa uchwaliła ustawę o hymnie państwowym Ukrainy.
  - Tamanrasset, Algieria: 102 osoby zginęły w katastrofie lotu Air Algerie 6289.
- 7 marca:
  - Václav Klaus został prezydentem Republiki Czeskiej.
  - została odkryta planeta karłowata Haumea.
- 8 marca:
  - 54% głosujących w referendum obywateli Malty opowiedziało się za przystąpieniem kraju do Unii Europejskiej.
  - 20 osób zginęło w katastrofie autobusu w miejscowości Nažidla pod Czeskim Krumlovem.
- 11 marca – na inauguracyjnej sesji Międzynarodowego Trybunału Karnego zaprzysiężono pierwszych 18 sędziów.
- 12 marca:
  - w Belgradzie został zastrzelony przez snajpera premier Serbii Zoran Đinđić.
  - Światowa Organizacja Zdrowia ogłosiła zagrożenie światową epidemią SARS.
- 15 marca:
  - Hu Jintao został przewodniczącym Chińskiej Republiki Ludowej.
  - obalenie Ange-Félix Patassé prezydenta Republiki Środkowoafrykańskiej.
- 16 marca – Wen Jiabao został premierem Chin.
- 17 marca – przewodniczący brytyjskiej Izby Gmin i minister bez teki Robin Cook ustąpił z rządu Tony Blaira w proteście przeciwko zbliżającej się interwencji militarnej w Iraku.
- 18 marca:
  - ukazała się powieść Dana Browna Kod Leonarda da Vinci.
  - na Kubie aresztowano 75 dysydentów (tzw. „Czarna Wiosna”).
- 20 marca – rozpoczęła się druga wojna w Zatoce Perskiej. Atak amerykański na Irak; udział wojsk brytyjskich, polskich i australijskich.
- 20/21 marca – II wojna w Zatoce Perskiej: w nocy dwie sekcje jednostki specjalnej GROM wsparły działania sojuszników w irackim porcie Umm-Kasr, zapobiegając wysadzeniu urządzeń portowych.
- 22 marca – II wojna w Zatoce Perskiej: siły ONZ przeprowadziły bombardowanie Bagdadu w nocy tuż przed godziną 2 czasu lokalnego UTC+3:00, następne o godzinie 5, kolejne o 7.
- 23 marca:
  - II wojna w Zatoce Perskiej: rozpoczęła się bitwa pod Nasirijją.
  - w podwójnym referendum zatwierdzono członkostwo Słowenii w Unii Europejskiej i NATO.
  - w wyniku referendum w Czeczenii została przyjęta konstytucja zaproponowana przez władze rosyjskie.
  - odbyła się 75. ceremonia wręczenia Oscarów.
- 25 marca – II wojna w Zatoce Perskiej: zwycięstwo wojsk alianckich w bitwie pod Umm Qasr.
- 26 marca – w amerykańskim stanie Illinois spadł meteoryt Park Forest, wcześniej widoczny nad kilkoma stanami jako jasny bolid.
- 29 marca:
  - II wojna w Zatoce Perskiej: zwycięstwo wojsk amerykańskich w bitwie pod Nasirijją.
  - wyłączono jedyny reaktor w japońskiej prototypowej elektrowni atomowej Fugen w pobliżu miasta Tsuruga na wyspie Honsiu.
- 30 marca – II wojna w Zatoce Perskiej: wojska amerykańskie otoczyły iracki Nadżaf.

### Kwiecień
- 6 kwietnia – II wojna w Zatoce Perskiej: zakończyła się bitwa pod Basrą.
- 7 kwietnia – II wojna w Zatoce Perskiej: siły amerykańskie rozpoczęły oblężenie Bagdadu.
- 8 kwietnia – II wojna w Zatoce Perskiej: amerykański czołg ostrzelał hotel Palestyna w Bagdadzie, gdzie byli zakwaterowani zagraniczni korespondenci. Zginął dziennikarz agencji Reutera Taras Prociuk, a 4 innych zostało rannych.
- 9 kwietnia – II wojna w Zatoce Perskiej: wojska amerykańskie przejęły kontrolę w Bagdadzie; koniec reżimu Saddama Husajna.
- 10 kwietnia:
  - w Estonii utworzono rząd Juhana Partsa.
  - awaria w elektrowni jądrowej w Paks na Węgrzech.
  - Air France i British Airways ogłosiły wycofanie ze służby samolotów Concorde do końca roku.
- 11 kwietnia – II wojna w Zatoce Perskiej: prezydent George W. Bush ogłosił koniec reżimu Saddama Husajna oraz wyzwolenie Iraku.
- 12 kwietnia – Węgrzy opowiedzieli się w referendum za wstąpieniem kraju do Unii Europejskiej.
- 14 kwietnia – ostatecznie zakończono projekt poznania ludzkiego genomu, w ramach którego zsekwencjonowano 99% genomu człowieka z 99,99% dokładnością.
- 15 kwietnia – w Bagdadzie został ujęty przez Amerykanów terrorysta Abu Abbas, inicjator porwania w 1985 roku włoskiego statku wycieczkowego MS Achille Lauro.
- 16 kwietnia – w Atenach podpisano traktat ateński dotyczący wejścia dziesięciu państw: Polski, Cypru, Czech, Estonii, Litwy, Łotwy, Malty, Słowacji, Słowenii i Węgier do Unii Europejskiej.
- 17 kwietnia:
  - papież Jan Paweł II wydał swą ostatnią encyklikę – Ecclesia de Eucharistia.
  - przewodnicząca Partii Centrum Anneli Jäätteenmäki jako pierwsza w historii kobieta została premierem Finlandii.
- 19 kwietnia – urzędujący prezydent Nigerii Olusẹgun Ọbasanjọ został wybrany na drugą kadencję.
- 24 kwietnia – II wojna w Zatoce Perskiej: amerykańscy żołnierze schwytali Tarika Aziza, wicepremiera w rządzie Saddama Husajna.
- 26 kwietnia – rozpoczęła się załogowa misja statku Sojuz TMA-2 na Międzynarodową Stację Kosmiczną (ISS).
- 27 kwietnia – Nicanor Duarte Frutos wygrał wybory prezydenckie w Paragwaju.
- 28 kwietnia:
  - na orbitę okołoziemską wyniesiony został amerykański teleskop kosmiczny GALEX.
  - ustanowiono hymn Wysp Kanaryjskich.
  - w szwedzkim Malmö podpalono meczet.
- 29 kwietnia – nad Pacyfikiem spłonął w atmosferze włoski satelita badawczy BeppoSAX.

### Maj
- 1 maja:
  - nastąpiło oficjalne zakończenie wojny w Iraku.
  - został przedstawiony plan pokojowy dla Bliskiego Wschodu.
  - w trzęsieniu ziemi w tureckim mieście Bingöl zginęło 176 osób, a 520 zostało rannych.
- 4 maja – Maria Maravillas od Jezusa została kanonizowana w Madrycie przez papieża Jana Pawła II.
- 8 maja – przyjęto nową flagę stanową Georgii.
- 9 maja – została wystrzelona japońska sonda kosmiczna Hayabusa, która w 2005 roku wylądowała na asteroidzie Itokawa.
- 10 maja:
  - na Islandii odbyły się wybory parlamentarne.
  - NASA opublikowała astronomiczne zdjęcie dnia, które stało się przebojem Internetu jako Oko Boga. To niesamowite zjawisko to Mgławica Ślimak, powstała z chmury gazów i pyłów wyrzuconych przez dogasającą gwiazdę zmieniającą się w białego karła.
- 10/11 maja – w nocy, w wiedeńskim Kunsthistorisches Museum stwierdzono kradzież złotej solniczki – arcydzieła Benvenuta Celliniego.
- 12 maja:
  - 26 osób (w tym 9 Amerykanów) zginęło w ataku 9 zamachowców-samobójców z Al-Ka’idy na dzielnicę mieszkalną w saudyjskim Rijadzie.
  - 60 osób zginęło, a ponad 450 zostało rannych w samobójczym zamachu kierowcy ciężarówki na kompleks budynków rządowych w czeczeńskim Znamienskoje.
- 16 maja:
  - Słowacy opowiedzieli się w referendum za przystąpieniem kraju do UE.
  - 31 osób zginęło, a około 100 zostało rannych w 5 zamachach samobójczych w Casablance, zginęło też 12 z 14 terrorystów.
- 18 maja:
  - w Rzymie papież Jan Paweł II kanonizował Urszulę Ledóchowską, założycielkę zakonu Urszulanek Serca Jezusa Konającego.
  - premiera filmu Słoń w reżyserii Gusa Van Santa.
- 19 maja – 3 osoby zginęły, a 70 zostało rannych w zamachu bombowym na centrum handlowe w izraelskim mieście Afula.
- 21 maja – ponad 2 tysiące osób zginęło w trzęsieniu ziemi w północnej Algierii.
- 24 maja:
  - przywódcą litewskiej centroprawicowej partii Związek Ojczyzny został Andrius Kubilius.
  - z inicjatywy szwajcarskiego pisarza Ericha von Dänikena, został otwarty znajdujący się w Interlaken w Szwajcarii park rozrywki pod nazwą Mystery Park. Celem przedsięwzięcia jest propagowanie głoszonych przez pisarza teorii paleoastronautycznych.
- 25 maja – Néstor Kirchner został prezydentem Argentyny.
- 26 maja – 75 osób zginęło w Turcji w katastrofie ukraińskiego Jaka-42 lecącego z Biszkeku do Saragossy.
- 30 maja – premiera filmu animowanego Gdzie jest Nemo?.

### Czerwiec
- 1 czerwca – rozpoczęło się napełnianie zbiornika za Zaporą Trzech Przełomów w Chinach.
- 2 czerwca – z kosmodromu Bajkonur w Kazachstanie wystartował Mars Express Orbiter – pierwszy europejski statek kosmiczny, którego celem była inna planeta.
- 7 czerwca – 4 niemieckich żołnierzy zginęło, a 31 odniosło obrażenia w samobójczym zamachu na ich autobus w Kabulu.
- 8 czerwca – w Chinach rozpoczęto budowę mostu przez Zatokę Hangzhou.
- 10 czerwca – NASA: w ramach misji międzyplanetarnej Mars Exploration Rover w kierunku Marsa została wystrzelona sonda Spirit.
- 11 czerwca – 17 osób zginęło, ponad 100 zostało rannych w samobójczym zamachu członka Hamasu na autobus w Jerozolimie.
- 14 czerwca – Czesi opowiedzieli się w referendum za wstąpieniem kraju do Unii Europejskiej.
- 16 czerwca:
  - w Dublinie otwarto James Joyce Bridge.
  - w Azerbejdżanie utworzono Park Narodowy Ordubad.
- 21 czerwca – w Berlinie odbył się pożegnalny koncert niemieckiego duetu Modern Talking.
- 22 czerwca – odbyła się 9-godzinna podróż apostolska papieża Jana Pawła II do Bośni i Hercegowiny.
- 24 czerwca – Matti Vanhanen został premierem Finlandii.

### Lipiec
- 1 lipca do 31 grudnia Włochy przewodziły w Radzie Unii Europejskiej oraz Radzie Europejskiej.
- 8 lipca – 117 osób zginęło w katastrofie Boeinga 737 w Port Sudan.
- 10 lipca:
  - zakończył prace Konwent Unii Europejskiej pracujący nad Konstytucją dla Europy.
  - Anote Tong został prezydentem Kiribati.
- 15 lipca – korporacja Time Warner zlikwidowała kupioną 5 lat wcześniej firmę Netscape Communications.
- 22 lipca – Udaj i Kusaj, synowie Saddama Husajna, zginęli podczas ataku wojsk amerykańskich.
- 30 lipca – w Meksyku wyprodukowano ostatni egzemplarz VW Garbusa.

### Sierpień
- 7 sierpnia – w wyniku wybuchu samochodu-pułapki przed ambasadą Jordanii w Bagdadzie zginęło 17 osób, a ponad 50 zostało rannych
- 10 sierpnia:
  - rosyjski kosmonauta Jurij Malenczenko przebywający w przestrzeni kosmicznej, na pokładzie Międzynarodowej Stacji Kosmicznej (misja Sojuz TMA-2) zawarł związek małżeński z Jekateriną Dmitijewą, obywatelką USA rosyjskiego pochodzenia, która w tym czasie znajdowała się w Teksasie (prawodawstwo tego stanu zezwala na zawieranie małżeństwa na odległość).
  - w Wielkiej Brytanii odnotowano rekord temperatury – w hrabstwie Kent słupek rtęci sięgnął 38.5 °C (101.3 °F).
- 11 sierpnia:
  - prezydent Liberii Charles Taylor ustąpił ze stanowiska.
  - upały we Francji – w Paryżu temperatura sięgnęła 44 °C i spowodowała śmierć 144 osób.
- 14 sierpnia:
  - Szwedzi odrzucili w referendum przyjęcie waluty euro.
  - wielka awaria energetyczna w USA i Kanadzie. Sparaliżowane zostały m.in. miasta Nowy Jork, Detroit i Toronto.
- 16 sierpnia – rząd libijski wziął na siebie odpowiedzialność za zamach nad Lockerbie.
- 19 sierpnia:
  - w wyniku zamachu na siedzibę ONZ w Iraku zginął Specjalny Wysłannik Sekretarza Generalnego ONZ Sérgio Vieira de Mello oraz 21 innych pracowników Organizacji.
  - w dokonanym przez członka Hamasu samobójczym zamachu bombowym na autobus w Jerozolimie zginęły 23 osoby.
- 22 sierpnia – w eksplozji rakiety na brazylijskim kosmodromie Alcântara zginęło 21 osób.
- 23 sierpnia – utworzono Park Narodowy Ukkusiksalik w północnej Kanadzie.
- 25 sierpnia:
  - w zamachu bombowym w Bombaju zginęły 52 osoby.
  - Indianie Tli Cho podpisali układ z rządem Kanady w sprawie należącego się im terytorium.
  - w wyborach prezydenckich w Rwandzie zwyciężył urzędujący prezydent Paul Kagame, zdobywając 95% głosów.
- 29 sierpnia – co najmniej 95 osób zginęło w zamachu bombowym pod meczetem w Nadżafie, m.in. przywódca irackich szyitów ajatollah Mohammed Bakr Hakim.

### Wrzesień
- 3 września – Pak Pong-ju został premierem Korei Północnej.
- 10 września – w Sztokholmie zaatakowano nożem minister spraw zagranicznych Szwecji, Anna Lindh, która zmarła następnego dnia.
- 12 września – ONZ zniosła sankcje wobec Libii.
- 13 września – ponad 100 osób zginęło w Korei Południowej po przejściu huraganu „Maemi”.
- 14 września:
  - Szwedzi w referendum odrzucili przyjęcie europejskiej waluty euro.
  - mieszkańcy Estonii opowiedzieli się w referendum za przystąpieniem do Unii Europejskiej.
  - prezydent Gwinei Bissau Kumba Ialá został obalony przez wojskowy zamach stanu, któremu przewodził generał Veríssimo Correia Seabra.
- 16 września – w pożarze w największym więzieniu w Rijadzie w Arabii Saudyjskiej zginęło 67 więźniów.
- 20 września – mieszkańcy Łotwy w referendum opowiedzieli się za akcesją do Unii Europejskiej.
- 21 września – o godz. 10:43 sonda Galileo (sonda kosmiczna) spłonęła w atmosferze Jowisza.
- 23 września – przez ponad dwie godziny, 3 mln mieszkańców Szwecji i Danii pozbawionych było prądu.
- 25 września – Japonia: trzęsienie ziemi o sile 8 stopni w skali Richtera.
- 27 września – Europejska Agencja Kosmiczna: rozpoczęła się misja sondy SMART-1.
- 28 września:
  - przez kilka godzin Włochy pozbawione były prądu. Powodem była awaria elektrowni we Francji i Szwajcarii, w których 2 z 4 linii doprowadzających prąd do Włoch zostały zerwane.
  - pierwszy satelita europejski SMART-1 został umieszczony na orbicie księżycowej. Na orbicie umieszczone zostały również 2 satelity telekomunikacyjne.
  - utworzono Agencję Unii Europejskiej ds. Bezpieczeństwa Lotniczego (European Aviation Safety Agency, EASA).
- 29 września – deszcz meteorytów spadł na prowincję Orisa w Indiach raniąc ponad 20 osób.

### Październik
- 4 października – w samobójczym zamachu bombowym na restaurację w izraelskiej Hajfie zginęło 21 osób, a 51 zostało rannych.
- 5 października – Achmad Kadyrow został wybrany prezydentem Czeczenii.
- 7 października – Arnold Schwarzenegger został gubernatorem stanu Kalifornia.
- 10 października – na ekrany kin weszła pierwsza część filmu Quentina Tarantino „Kill Bill”. W opinii reżysera jedyną osobą, która mogła zagrać główną rolę w tej produkcji, była Uma Thurman, znana z „Pulp Fiction”.
- 12 października – Michael Schumacher szósty raz wygrał Formułę 1.
- 15 października:
  - pierwszy lot załogowy w chińskim programie kosmicznym: wystrzelona z kosmodromu Jiuquan rakieta nośna Długi marsz 2F wyniosła na orbitę statek Shenzhou 5; na pokładzie znajdował się pilot wojskowy Yang Liwei, pierwszy „taikonauta” – po wypełnieniu misji awansowany na stopień pułkownika.
  - İlham Əliyev zwyciężył w wyborach prezydenckich w Azerbejdżanie.
- 17 października:
  - Carlos Mesa Gisbert został prezydentem Boliwii.
  - wieżowiec Taipei 101 po zamontowaniu iglicy został najwyższym budynkiem świata.
- 19 października – beatyfikacja Matki Teresy z Kalkuty.
- 21 października:
  - Jan Paweł II powołał 30 nowych kardynałów.
  - została odkryta Eris, największa znana planeta karłowata.
- 24 października:
  - miał miejsce ostatni lot samolotu Concorde.
  - Leonard Cohen został odznaczony Orderem Kanady.
- 25 października:
  - aresztowano rosyjskiego oligarchę, właściciela koncernu Jukos Michaiła Chodorkowskiego.
  - w Lizbonie otwarto Estádio da Luz.
- 31 października – Abdullah Ahmad Badawi został premierem Malezji.

### Listopad
- 1 listopada – ogłoszono zaręczyny następcy hiszpańskiego tronu księcia Filipa z dziennikarką Letizią Ortiz Rocasolano.
- 4 listopada:
  - Artur Rasi-Zade ponownie wybrany premierem Azerbejdżanu.
  - zaobserwowano najpotężniejszy w historii rozbłysk słoneczny.
- 12 listopada – Nasirijja, Irak: w samobójczym zamachu bombowym zginęły 23 osoby, w tym 19 włoskich karabinierów.
- 14 listopada – dostrzeżono transneptunową planetoidę (90377) Sedna, o okresie orbitalnym liczącym ok. 12 500 lat.
- 15 listopada:
  - 18 osób zginęło, a 27 zostało rannych w stoczni we francuskim Saint Nazaire, gdy pod grupą osób zwiedzających nowo wybudowany statek pasażerski RMS „Queen Mary 2” zerwał się trap.
  - Rosja: otwarto Most Kinieszemski nad Wołgą.
  - Stambuł: 25 osób zginęło, a ponad 300 zostało rannych w wyniku wybuchów samochodów-pułapek przed dwiema synagogami.
  - w Kopenhadze odbył się I Konkurs Piosenki Eurowizji dla Dzieci.
- 16 listopada:
  - w Porto otwarto Stadion Smoka.
  - w Dar es Salaam zawarto porozumienie pokojowe pomiędzy rządem Burundi a rebelianckim ugrupowaniem CNDD-FDD.
- 17 listopada – Arnold Schwarzenegger rozpoczął urzędowanie jako gubernator Kalifornii.
- 20 listopada – kilka bomb eksplodowało w Stambule niszcząc brytyjskie placówki i zabijając 27 osób.
- 22 listopada:
  - gruzińscy opozycjoniści zajęli gmach parlamentu w Tbilisi, zmuszając do ucieczki wygłaszającego przemówienie prezydenta Eduarda Szewardnadze.
  - udane awaryjne lądowanie transportowego Airbusa A300 w Bagdadzie, trafionego krótko po starcie pociskiem ziemia-powietrze przez rebeliantów.
- 23 listopada:
  - ustąpienie prezydenta Gruzji Edwarda Szewardnadze w wyniku masowych wystąpień zwanych rewolucją róż.
  - całkowite zaćmienie Słońca widoczne w Australii, Nowej Zelandii, Antarktyce i Ameryce Południowej.
- 26 listopada – ostatni w historii lotnictwa lot Concorde’a.
- 28 listopada – francuskie superszybkie pociągi TGV przekroczyły granicę miliarda przewiezionych pasażerów.
- 29 listopada – stabilizacja Iraku: w zasadzce pod Bagdadem zginęło 7 hiszpańskich agentów wywiadu. W innym incydencie w Tikricie zginęło dwóch dyplomatów japońskich.

### Grudzień
- 1 grudnia – została przedstawiona tzw. Inicjatywa genewska, bliskowschodni plan pokojowy powstały na podstawie porozumienia kilkuset polityków i działaczy pokojowych Izraela i Palestyny.
- 5 grudnia:
  - otwarto najdłuższy rosyjski kolejowy Tunel Północnomujski.
  - w wyniku wybuchu bomby w pociągu na stacji Jessentuki w rosyjskim Kraju Stawropolskim zginęły 44 osoby, a 150 zostało rannych.
- 7 grudnia – w Rosji odbyły się wybory parlamentarne.
- 9 grudnia – 6 osób zginęło, a 13 zostało rannych w samobójczym zamachu dokonanym przez dwie Czeczenki w Moskwie.
- 12 grudnia:
  - Paul Martin został premierem Kanady.
  - w Norwegii padł Keiko, orka znana z serii filmów Uwolnić orkę.
- 13 grudnia:
  - fiaskiem zakończyły się negocjacje na szczycie w Brukseli, dotyczące pierwszego projektu europejskiej konstytucji.
  - w Iraku schwytano ukrywającego się prezydenta Saddama Husajna.
- 14 grudnia – ponownie otwarto Gran Teatro La Fenice w Wenecji, odbudowany po pożarze z 1996 roku.
- 17 grudnia – w setną rocznicę pierwszego lotu samolotem, dokonano oblotu pierwszego prywatnego samolotu kosmicznego SpaceShipOne.
- 23 grudnia:
  - Ivo Sanader został premierem Chorwacji.
  - Bank Centralny Brazylii(inne języki) wycofał z obiegu monety o nominale 1 reala produkowane w 1994 r. ze względu na częste podrabianie tych monet[5][6].
- 25 grudnia:
  - Europejska Agencja Kosmiczna: utracono łączność z marsjańskim lądownikiem Beagle 2.
  - 141 osób zginęło, a 24 zostały ranne w katastrofie gwinejskiego Boeinga 727-223, który rozbił się na plaży, krótko po starcie z lotniska w Kotonu (Benin).
  - Norweg Kurt Nielsen wygrał w Londynie konkurs piosenki World Idol.
  - w zamachu bombowym dokonanym przez palestyńskiego terrorystę-samobójcę na przystanku autobusowym w izraelskim mieście Petach Tikwa zginęło 4 Izraelczyków, a 26 zostało rannych.
  - w nieudanym zamachu bombowym na prezydenta Pakistanu Perveza Musharrafa w Rawalpindi zginęło 15 osób (w tym 2 jadących furgonetkami zamachowców-samobójców), a 46 zostało rannych.
- 26 grudnia – trzęsienie ziemi w rejonie starożytnego miasta Bam w Iranie; zginęło 26 271 osób.
- 29 grudnia – na Półwyspie Kolskim w północnej Rosji zmarł ostatni użytkownik języka akkala.

### Data pór roku
- Lato – liczne pożary lasów w południowej Europie.

## Wydarzenia sportowe
- 9 lutego – reprezentacja Polski w hokeju na trawie w wersji halowej zdobyła srebrny medal mistrzostw świata rozgrywanych w Lipsku w Niemczech. W finale przegrała z reprezentacją Niemiec 1:7.
- 22 lutego – Adam Małysz wygrał konkurs o Mistrzostwo Świata w Predazzo.
- 28 lutego – Adam Małysz zdobył złoty medal podczas Mistrzostw Świata w Predazzo. Został tym samym czwartym skoczkiem w historii, który wygrał oba indywidualne konkursy na jednych mistrzostwach.
- 5 marca – wszedł w życie Światowy Kodeks Antydopingowy.
- 6 marca – Wisła Kraków odpadła w 1/8 finału Pucharu UEFA po przegranym meczu z S.S. Lazio 1-2. W Rzymie padł remis 3-3.
- 23 marca – Adam Małysz jako pierwszy i jedyny skoczek w historii, trzeci raz z rzędu zdobył Kryształową Kulę za zwycięstwo w klasyfikacji generalnej Pucharu Świata.
- 20 czerwca – założony został klub sportowy MKS Kluczbork.
- 22 czerwca – odbył się mecz piłkarski Szczakowianka Jaworzno-Świt Nowy Dwór Mazowiecki, po którym wybuchła tzw. afera barażowa.
- 8 sierpnia – w Tule, Rosjanka Julija Pieczonkina pobiła rekord świata w biegu na 400 m ppł. wynikiem 52,34 s.
- 28 września – Reprezentacja Polski kobiet w siatkówce kobiet po raz pierwszy w historii zdobyła Mistrzostwo Europy.
- 12 października – Michael Schumacher szósty raz wygrał Formułę 1.
- 4–11 grudnia – odbyły się 3. Światowe Wojskowe Igrzyska Sportowe zawody dla sportowców-żołnierzy zorganizowane przez Międzynarodową Radę Sportu Wojskowego (CISM) we włoskiej Katanii na Sycylii. Polska w klasyfikacji medalowej zajęła 11. miejsce.

## Urodzili się

### Styczeń
- 1 stycznia – Giada Tomaselli, włoska skoczkini narciarska
- 3 stycznia:
  - Jakub Jankiewicz, polski aktor
  - Greta Thunberg, szwedzka aktywistka klimatyczna
- 4 stycznia – Jaeden Martell, amerykański aktor
- 5 stycznia – Barbara Skrobiszewska, polska biathlonistka
- 7 stycznia - Ada Aronen, fińska siatkarka
- 9 stycznia:
  - Caleb Houstan, kanadyjski koszykarz
  - Darja Vidmanová, czeska tenisistka
- 11 stycznia – Milena Górska, polska gimnastyczka
- 12 stycznia – Yiselena Ballar Rojas, kubańska lekkoatletka, oszczepniczka
- 13 stycznia:
  - Oksana Sielechmietjewa, rosyjska tenisistka
  - Britt Weerman, holenderska lekkoatletka, skoczkini wzwyż
  - Aleksander Wiśniewski, polski koszykarz
- 15 stycznia:
  - Aleksander Buksa, polski piłkarz
  - Mariusz Fornalczyk, polski piłkarz
- 16 stycznia:
  - Zoe Atkin, brytyjska narciarka dowolna
  - Konrad Badacz, polski biathlonista
  - Diana Davis, rosyjska łyżwiarka figurowa
- 17 stycznia – Eva-Lotta Kiibus, estońska łyżwiarka figurowa
- 20 stycznia – Antonia Ružić, chorwacka tenisistka
- 23 stycznia:
  - Kim Ye-lim, południowokoreańska łyżwiarka figurowa
  - Bishara Morad, szwedzki piosenkarz pochodzenia syryjskiego
  - Apollinarija Panfiłowa, rosyjska łyżwiarka figurowa
- 27 stycznia – Paulina Ramanauskaitė, litewska łyżwiarka figurowa
- 28 stycznia – Whitney Peak, ugandyjsko-kanadyjska aktorka
- 30 stycznia – Ausar Thompson, amerykański koszykarz

### Luty
- 4 lutego – Edvin Ryding, szwedzki aktor filmowy i telewizyjny
- 7 lutego:
  - Mateusz Bartkowiak, polski żużlowiec
  - Alice D’Amato, włoska gimnastyczka
- 10 lutego – Max Christie, amerykański koszykarz
- 13 lutego:
  - Kim Jin-young, południowokoreańska aktorka
  - Aleksandra Wołczak, polska lekkoatletka, płotkarka i sprinterka
- 19 lutego – Ariel Mosór, polski piłkarz
- 25 lutego – Brandin Podziemski, amerykański koszykarz polskiego pochodzenia
- 26 lutego:
  - Lim Eun-soo, południowokoreańska łyżwiarka figurowa
  - Jamal Musiala, niemiecki piłkarz pochodzenia nigeryjskiego

### Marzec
- 3 marca – Mohamed El-Sayed, egipski szermierz
- 6 marca – Malou Prytz, szwedzka piosenkarka
- 7 marca – Polina Kostiukowicz, rosyjska łyżwiarka figurowa
- 11 marca – Dominika Pierzchała, polska siatkarka
- 12 marca:
  - Lara Logar, słoweńska skoczkini narciarska
  - Malina Weissman, amerykańska aktorka, modelka
- 17 marca:
  - Oliwier Bednarek, polski koszykarz
  - Dyson Daniels, australijski koszykarz
- 18 marca – Machiko Kubota, japońska skoczkini narciarska
- 21 marca:
  - Tomáš Rataj, czeski piłkarz
  - Marta Masłowska, polska koszykarka
- 23 marca:
  - Ísak Bergmann Jóhannesson, islandzki piłkarz
  - Kacper Sezonienko, polski piłkarz
- 24 marca:
  - Dženifera Ģērmane, łotewska narciarka alpejska
  - Georgiana Popa, rumuńska siatkarka
- 25 marca:
  - Wiktorija Łazarienko, rosyjska narciarka dowolna
  - Magdalena Niemczyk, polska lekkoatletka, sprinterka
- 26 marca – Bhad Bhabie, amerykańska raperka
- 27 marca – Jekatierina Riabowa, rosyjsko-azerska łyżwiarka figurowa
- 30 marca – Miné de Klerk, południowoafrykańska lekkoatletka, dyskobolka i kulomiotka

### Kwiecień
- 4 kwietnia - Yuka Fujikura, japońska zapaśniczka
- 5 kwietnia – Anna Matuszewicz, polska lekkoatletka, skoczkini w dal
- 8 kwietnia – Kaila Kuhn, amerykańska narciarka dowolna
- 9 kwietnia:
  - Marija Bondarienko, rosyjska tenisistka
  - Siri Wigger, szwajcarska biegaczka narciarska
- 17 kwietnia - Sugár Katinka Battai, węgierska szablistka
- 22 kwietnia – Mateo Antoni, urugwajski piłkarz
- 28 kwietnia – Mariana Rojas, wenezuelska zapaśniczka
- 29 kwietnia:
  - Maud Angelica Behn, norweska księżniczka
  - Holger Vitus Nødskov Rune, duński tenisista
  - Abd ar-Rahman Ahmad Ali Muhammad Umar, egipski zapaśnik

### Maj
- 1 maja:
  - Maksim Bartolj, słoweński skoczek narciarski
  - Lizzy Greene, amerykańska aktorka
- 3 maja – Elsa Jacquemot, francuska tenisistka
- 5 maja – Carlos Alcaraz, hiszpański tenisista
- 8 maja – Mulaj Hassan, syn króla Maroka Muhammada VI i królowej Lalli Salmy
- 11 maja – Kendall Brown, amerykański koszykarz
- 12 maja:
  - Malaki Branham, amerykański koszykarz
  - Minnat Allah Ahmad Usman Mustafa Badran, egipska zapaśniczka
- 13 maja – Jabari Smith, amerykański koszykarz
- 14 maja – Sofija Nadyrszyna, rosyjska snowboardzistka
- 16 maja – Loïs Boisson, francuska tenisistka
- 19 maja - JoJo Siwa, amerykańska piosenkarka, tancerka, aktorka, osobowość medialna pochodzenia polskiego
- 20 maja:
  - Astrid Montero, wenezuelska zapaśniczka
  - Jeremy Sochan, polski koszykarz, posiadający także amerykańskie obywatelstwo
- 21 maja – Pia Maria, austriacka piosenkarka
- 22 maja – Christine Mboma, namibijska lekkoatletka, sprinterka
- 23 maja – Alicja Dobrołęcka, polska gimnastyczka
- 24 maja – Alicja Jarząb, polska koszykarka
- 25 maja:
  - Ołeksandra Chomeneć, ukraińska zapaśniczka
  - Britt Richardson, kanadyjska narciarka alpejska
- 27 maja – Franco Colapinto, argentyński kierowca wyścigowy
- 29 maja – Zander Rhodes, amerykańska florecistka
- 30 maja:
  - Jelizawieta Szanajewa, rosyjska łyżwiarka figurowa
  - Shaedon Sharpe, kanadyjski koszykarz

### Czerwiec
- 2 czerwca – Nurgyul Salimova, bułgarska szachistka pochodzenia tureckiego
- 4 czerwca – Polina Kudiermietowa, rosyjska tenisistka
- 5 czerwca – Zuzanna Jabłońska, polska piosenkarka
- 9 czerwca – Nikola Jović, serbski koszykarz
- 10 czerwca – Alexia Căruțașu, rumuńska siatkarka
- 12 czerwca – Ludżi Walid Chalaf Jasin, egipska zapaśniczka
- 16 czerwca – Anna Cathcart, kanadyjska aktorka
- 17 czerwca – Patrycja Waszczuk, polska szachistka
- 22 czerwca:
  - Elles Dambrink, holenderska siatkarka
  - Alisa Kożykina, rosyjska piosenkarka
  - Kilian Nikiema, burkiński piłkarz, bramkarz
- 25 czerwca – Klaudia Wnorowska, polska koszykarka
- 29 czerwca – Jude Bellingham, angielski piłkarz

### Lipiec
- 1 lipca:
  - Tate McRae, kanadyjska piosenkarka, autorka tekstów, tancerka
  - Storm Reid, amerykańska aktorka
- 4 lipca:
  - Polina Bogusiewicz, rosyjska piosenkarka
  - Anna Nędza-Kubiniec, polska biathlonistka
- 5 lipca – Nancy Genzel Abouke, nauruańska sztangistka
- 6 lipca – Maks Kaśnikowski, polski tenisista
- 14 lipca:
  - Rushana Abdirasulova, uzbecka zapaśniczka
  - Marta Sztąberska, polska koszykarka
- 20 lipca - Rosa Pohjolainen, fińska narciarka alpejska
- 23 lipca:
  - Fukaj, polski raper, autor tekstów
  - Manoła Skobelśka, ukraińska zapaśniczka
- 27 lipca – Elvina Kalieva, amerykańska tenisistka
- 28 lipca - Esmee Brugts, holenderska piłkarka

### Sierpień
- 3 sierpnia – Dylan Bibic, kanadyjski kolarz torowy
- 14 sierpnia – Kornelia Lesiewicz, polska lekkoatletka, sprinterka
- 17 sierpnia:
  - Rayan Cherki, francuski piłkarz pochodzenia algierskiego
  - The Kid Laroi, australijski piosenkarz, raper, autor tekstów, producent muzyczny
  - Nastasja Schunk, niemiecka tenisistka
- 17 sierpnia – Yang Han-yeol, południowokoreański aktor
- 18 sierpnia – Wieronika Szyszkina, kazachska skoczkini narciarska
- 19 sierpnia – Kacper Trelowski, polski piłkarz, bramkarz
- 20 sierpnia – Gabriel (książę belgijski), drugie dziecko następcy tronu belgijskiego – księcia Filipa i jego żony Matyldy
- 24 sierpnia:
  - Alona Kostornoj, rosyjska łyżwiarka figurowa
  - Elijah Krahn, niemiecki piłkarz
  - Julia Szeremeta, polska pięściarka
- 25 sierpnia – A.J. Griffin, amerykański koszykarz
- 26 sierpnia – Trevor Keels, amerykański koszykarz
- 28 sierpnia – Quvenzhané Wallis, amerykańska aktorka
- 30 sierpnia – Yasmin Finney, brytyjska aktorka

### Wrzesień
- 1 września - An Yu-jin, południowokoreańska piosenkarka
- 3 września:
  - Arjun Erigaisi, indyjski szachista
  - Jack Dylan Grazer, amerykański aktor
  - Eileen Gu, amerykańsko-chińska narciarka dowolna
  - Mark Kondratiuk, rosyjski łyżwiarz figurowy
- 4 września – Tang Muhan, chińska pływaczka
- 6 września – Utana Yoshida, japońska łyżwiarka figurowa
- 11 września - Lucija Tarkuš, słoweńska wspinaczka sportowa
- 14 września – Jett Howard, amerykański koszykarz
- 17 września – Ai Mori, japońska wspinaczka sportowa
- 21 września – Kobe Bufkin, amerykański koszykarz
- 23 września - Julia Maik, polska pływaczka
- 24 września – Joe Locke, brytyjski aktor
- 25 września:
  - Kryscina Dzmitruk, białoruska tenisistka
  - Bella Ramsey, brytyjska aktorka

### Październik
- 1 października - Aja Sulajman, egipska zapaśniczka
- 5 października:
  - Ignacy Błażejowski, polski piosenkarz, autor tekstów, kompozytor
  - Eden Golan, izraelska piosenkarka
- 6 października:
  - Xavier Dziekoński, polski piłkarz
  - Olha Mikutina, ukraińsko-austriacka łyżwiarka figurowa
- 7 października – Alicja Wieniawa, polska aktorka
- 10 października – Tatiana Prozorowa, rosyjska tenisistka
- 13 października – Martyna Czyrniańska, polska siatkarka
- 16 października – Maja Chamot, polska lekkoatletka, tyczkarka
- 19 października – Mateusz Sitek, polski wojskowy, żołnierz 1 Warszawskiej Brygady Pancernej (zm. 2024)
- 28 października:
  - Bambi, polska raperka, autorka tekstów
  - Trinity San Antonio, portorykańska koszykarka
- 29 października – Omari Hutchinson, jamajsko-angielski piłkarz
- 30 października – António Silva, portugalski piłkarz
- 31 października - Ringo Miyajima, japońska skoczkini narciarska, kombinatorka norweska

### Listopad
- 3 listopada – Szymon Kołakowski, polski koszykarz
- 5 listopada – Julian Phillips, amerykański koszykarz
- 7 listopada – Park Ji-hu, południowokoreańska aktorka
- 8 listopada – Ludwika, córka Edwarda, hrabiego Wesseksu
- 11 listopada – Akari Fujinami, japońska zapaśniczka
- 13 listopada:
  - Emma Aicher, niemiecka narciarka alpejska
  - Salma Paralluelo, hiszpańska piłkarka pochodzenia gwinejskiego
- 14 listopada - Zuzanna Famulok, polska pływaczka
- 18 listopada:
  - Jalen Duren, amerykański koszykarz
  - Marija Timofiejewa, rosyjska tenisistka
- 20 listopada – Gradey Dick, amerykański koszykarz
- 21 listopada - Darja Keluszyk, ukraińska piłkarka, bramkarka
- 26 listopada – Leonard Miller, kanadyjski koszykarz
- 27 listopada – Isaac del Toro, meksykański kolarz szosowy

### Grudzień
- 2 grudnia:
  - Jan Habdas, polski skoczek narciarski[7]
  - Noma Noha Akugue, niemiecka tenisistka
- 5 grudnia – Wei Sijia, chińska tenisistka
- 7 grudnia – Katarzyna Amalia, córka księcia Wilhelma Aleksandra, następcy tronu holenderskiego
- 18 grudnia - Lucrezia Beccari, włoska łyżwiarka figurowa
- 21 grudnia – David Vuković, bośniacki piłkarz
- 25 grudnia – Aleksandra Żukowska, polska koszykarka
- 30 grudnia - Dina Ayada, belgijska piosenkarka, raperka pochodzenia marokańskiego

## Zdarzenia astronomiczne
- 4 stycznia – Ziemia najbliżej Słońca: 147,103 mln km
- 5 stycznia – miał miejsce pierwszy od 1296 roku tranzyt Saturna i jego księżyca Tytana na tle Mgławicy Kraba. Dzięki promieniowaniu rentgenowskiemu emitowanemu przez znajdujący się w mgławicy pulsar zarejestrowano obraz i zmierzono grubość atmosfery Tytana.
- 1 maja – Księżyc najdalej Ziemi:406  528 km
- 7 maja – z terytorium Polski widoczny był tranzyt Merkurego na tle tarczy Słońca.
- 16 maja – całkowite zaćmienie Księżyca; w Polsce widoczny początek
- 31 maja – obrączkowe zaćmienie Słońca (Soros 147) widoczne w Europie, Azji i Ameryce Północnej. Ponieważ cień Księżyca padał na powierzchnię Ziemi pod małym kątem, pas zaćmienia rozciągał się na 4900 kilometrów i był szerszy niż podczas jakiegokolwiek zaćmienia w tym stuleciu[8].
- 4 lipca – Ziemia najdalej Słońca: 152,100 mln km
- 28 sierpnia – wielka opozycja Marsa: planeta znalazła się najbliżej Ziemi od 60 000 lat: 55 758 006 km. Poprzednio rekord ten był pobity 12 września roku 57 617 p.n.e. w środkowej epoce kamienia łupanego. Obecny rekord Mars pobije 28 sierpnia 2287 roku.
- 9 listopada – całkowite zaćmienie Księżyca; widoczne w Polsce
- 23 listopada – całkowite zaćmienie Słońca (Soros 152). Pas całkowitego zaćmienia, chociaż szeroki przeciął tylko jeden kontynent: Antarktydę. Jedynym zamieszkałym miejscem, gdzie widoczne było zaćmienie, była rosyjska stacja badawcza Mirny. W większej części Australii i na nowozelandzkiej Wyspie Południowej było widoczne zaćmienie częściowe[8].
- 24 listopada – Księżyc najbliżej Ziemi: 356 812 km

## Nagrody Nobla
- z fizyki – Aleksiej Abrikosow, Witalij Ginzburg, Anthony Leggett
- z chemii – Peter Agre, Roderick MacKinnon
- z medycyny – Paul C. Lauterbur, sir Peter Mansfield
- z literatury – John Maxwell Coetzee
- nagroda pokojowa – Szirin Ebadi
- z ekonomii – Robert Engle, Clive Granger

## Święta ruchome
- Tłusty czwartek: 27 lutego
- Ostatki: 4 marca
- Popielec: 5 marca
- Niedziela Palmowa: 13 kwietnia
- Pamiątka śmierci Jezusa Chrystusa: 16 kwietnia
- Wielki Czwartek: 17 kwietnia
- Wielki Piątek: 18 kwietnia
- Wielka Sobota: 19 kwietnia
- Wielkanoc: 20 kwietnia
- Poniedziałek Wielkanocny: 21 kwietnia
- Wniebowstąpienie Pańskie: 29 maja
- Zesłanie Ducha Świętego: 8 czerwca
- Boże Ciało: 19 czerwca